# Escut d'Islàndia
L'escut d'Islàndia data de 1944 i presenta, igual que la bandera, una creu alçada d'argent carregada d'una de més estreta de gules sobre un camper d'atzur.
Com a suports, hi figuren els quatre guardians de l'illa (anomenats landvættir en islandès) damunt un bloc de basalt. A la destra, el bou (Griðungur) és el protector del sud-oest d'Islàndia; al damunt, l'àguila o griu (Gammur) protegeix la part nord-occidental; a la sinistra, el drac (Dreki) s'encarrega del nord-est, mentre que, a sota, el Gegant de les Roques (Bergrisi) té al seu càrrec el sud-est islandès. Aquestes criatures foren objecte de gran veneració a l'illa, de manera que ja en temps dels vikings hi havia una llei segons la qual els vaixells no podien dur segons quins símbols (molt sovint tenien caps de drac a la proa) quan s'acostessin a Islàndia. Així es considerava que no s'invocava els esperits protectors innecessàriament.
Els landvættir també decoren l'anvers de les monedes de corona islandesa, mentre que el revers presenta animals de l'oceà. La Presidència usa una bandera amb el vol en forma de cua d'oreneta que porta l'escut a la part central, igual com el Comissionat Nacional de la Policia, que usa una bandera blanca amb l'escut islandès.

## Escuts usats històricament
Islàndia ha fer servir diversos escuts d'armes al llarg de la història.
- El primer es considera que era l'escut cintat d'argent i d'atzur de dotze peces, possiblement en representació dels dotze þings o consells de l'Estat Lliure d'Islàndia (segles x-xiii).
- El segon es considera que fou el que el rei noruec Hákon Hákonarson va concedir el 1258 al comte Gissur Þorvaldsson. Estava basat en les armes reials, intercanviant els esmalts del camper i del lleó i afegint les cintes d'argent i d'atzur de l'escut anterior.
- Pels volts del 1500 es va usar un bacallà sec d'argent coronat d'or en camper de gules. Es coneixia com el Þorskmerkið ('el senyal del bacallà') i el peix s'hi representava de formes diferents.
- El 3 d'octubre de 1903 es va adoptar un falcó d'argent en camper d'atzur. Es va utilitzar fins a l'adopció de la primera versió de l'escut dels landvættir, el 12 de febrer de 1919, com a senyal oficial del Regne d'Islàndia. El falcó encara es va conservar a les armes reials daneses durant el regnat de Cristià X fins i tot després que Islàndia esdevingués una república independent el 1944 (l'escut danès es va canviar per l'actual el 1947, amb l'accés al tron de Frederic IX).
- Amb la proclamació de la República d'Islàndia, el 17 de juny de 1944 es va adoptar l'escut actual, que prescindia de la corona reial i redissenyava els landvættir.

Escut de l'Estat Lliure d'Islàndia (segles X-XIII)
Escut del Regne d'Islàndia (1919-1944)
Armes reials de Cristià X d'Islàndia (1918-1944) i de Dinamarca (1903-1947); Islàndia hi era representada pel falcó d'argent del cantó inferior esquerre